# Rafael Tudares
Rafael Tudares Bracho (Venezuela, 22 de diciembre de 1979) es un abogado y preso político venezolano. El 7 de enero de 2025, días antes de la toma de posesión de Nicolás Maduro; fue aprehendido por hombres encapuchados y vestidos de negro, mientras llevaba a sus hijos de seis y siete años al colegio. Su paradero se desconoció por al menos 42 días.La principal coalición opositora de Venezuela, la Plataforma Unitaria; denunció la detención y la calificó como irregular.Su suegro, Edmundo González; posteriormente denunció que el gobierno venezolano lo estaba presionando con su detención.
El 24 de febrero la Plataforma Unitaria publicó un comunicado informando que Tudares fue presentado en una audiencia judicial y que se le imputaron los cargos de “complicidad en el uso de actos violentos contra la república, usurpación de funciones, forjamiento de documentos, legitimación de capitales, desconocimiento a las instituciones del Estado, instigación a la desobediencia de las leyes y asociación para delinquir.” La coalición describió la audiencia como fraudulenta y denunció que se le impuso una defensa pública.

## Biografía y vida personal
Es hijo de Edison Rafael Tudares Acurero (1948) y Arelis Teresa Bracho Franco (1949). En 2013, se casó con Mariana Del Carmen González López (1976), quien es hija de Edmundo González (diplomático de carrera, candidato en las elecciones presidenciales de Venezuela de 2024 y ganador de los comicios, según las actas publicadas por la oposición) y con quien tiene dos hijos: Ignacio (2016) y Martina (2017).